# Johann Lamont

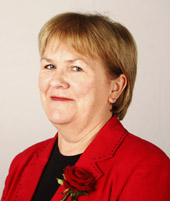
Johann Lamont

Johann Lamont (* 11. Juli 1957 in Glasgow) ist eine schottische Politikerin und Mitglied der Labour Party und der Co-operative Party.

## Leben
Lamont stammt aus einer gälischsprachigen Familie, deren Wurzeln auf der Hebrideninsel Tiree liegen. Sie besuchte die Woodside Secondary School in Glasgow und ging anschließend an die Universität Glasgow, die sie mit einem Masterabschluss verließ. Am Jordanhill College of Education erlangte Lamont dann ihre pädagogische Qualifikation und war in der Folge 20 Jahre lang als Lehrerin für Englisch und Geschichte an der Castlemilk High School, der Rothesay Academy sowie der Springburn Academy tätig. Lamont ist verheiratet und zweifache Mutter. Sie lebt zusammen mit ihrem Ehemann in Glasgow.

## Politischer Werdegang
Bei den Schottischen Parlamentswahlen 1999 kandidierte Lamont für den Wahlkreis Glasgow Pollok und errang das Mandat mit deutlichem Vorsprung vor dem SNP-Kandidaten Kenneth Gibson. In der Folge zog sie in das neugeschaffene Schottische Parlament ein. Bei den Parlamentswahlen 2003, 2007 und 2011 verteidigte Lamont ihren Wahlkreis.
Zwischen Oktober 2004 und November 2006 war Lamont stellvertretende Ministerin für das Gemeindewesen und anschließend bis zum Ende der Legislaturperiode stellvertretende Justizministerin. Infolge des schlechten Ergebnisses für die Labour Party bei den Parlamentswahlen 2011 trat Iain Gray von der Position des Parteivorsitzenden zurück. Bei den Wahlen zu seiner Nachfolge konnte Lamont mit 51,77 % den größten Stimmenanteil erringen und fungierte mehrere Jahre als Vorsitzende der Scottish Labour Party. Bei den Parlamentswahlen 2016 unterlag Lamont dem SNP-Kandidaten Humza Yousaf und schied in der Folge aus dem Parlament aus.